# Temporada 1976-77 de los Houston Rockets
La temporada 1976-77 fue la sexta de los Houston Rockets en su nueva localización de Texas, y la décima en la NBA, tras haber jugado las cuatro primeras en San Diego (California). La temporada regular acabó con 49 victorias y 33 derrotas, ocupando el segundo puesto de la conferencia Oeste, clasificándose para los playoffs, en los que cayeron en finales de conferencia ante Philadelphia 76ers.

## Elecciones en elDraft
| Ronda | Puesto | Jugador                   | Posición | Nacionalidad   | Universidad |
| ----- | ------ | ------------------------- | -------- | -------------- | ----------- |
| 1     | 1      | John Lucas (from Atlanta) | Base     | Estados Unidos | Maryland    |
| 2     | 27     | Phil Hicks                | Alero    | Estados Unidos | Tulane      |

1. ↑  El 7 de junio de 1976, los Houston Rockets adquirieron los derechos sobre Dwight Jones y el primer puesto del draft de los Atlanta Hawks a cambio de Gus Bailey, Joe Meriweather y la novena elección.[2] Los Rockets usaron esa elección para escoger a John Lucas. Los Hawks eligieron a Armond Hill.
[3]

## Temporada regular
| División Central      | División Central | División Central | División Central | División Central | División Central | División Central | División Central | División Central |
| Equipo                | G                | P                | %                | PD               | Casa             | Fuera            | Div              |                  |
| --------------------- | ---------------- | ---------------- | ---------------- | ---------------- | ---------------- | ---------------- | ---------------- | ---------------- |
| y-Houston Rockets     | 49               | 33               | .598             | –                | 34–7             | 15–26            | 13–7             |                  |
| x-Washington Bullets  | 48               | 34               | .585             | 1                | 32–9             | 16–25            | 11–9             |                  |
| x-San Antonio Spurs   | 44               | 38               | .537             | 5                | 31–10            | 13–28            | 9–11             |                  |
| x-Cleveland Cavaliers | 43               | 39               | .524             | 6                | 29-12            | 14-27            | 8–12             |                  |
| New Orleans Jazz      | 35               | 47               | .427             | 14               | 26–15            | 9–32             | 10–10            |                  |
| Atlanta Hawks         | 31               | 51               | .378             | 18               | 19–22            | 12–29            | 9–11             |                  |

## Playoffs

### Semifinales de Conferencia
Houston Rockets vs. Washington Bullets 
| Fecha       | Partido                                     | Ciudad   |
| ----------- | ------------------------------------------- | -------- |
| 19 de abril | Houston Rockets 101, Washington Bullets 111 | Houston  |
| 21 de abril | Houston Rockets 124, Washington Bullets 118 | Houston  |
| 24 de abril | Washington Bullets 93, Houston Rockets 90   | Landover |
| 26 de abril | Washington Bullets 106, Houston Rockets 107 | Landover |
| 29 de abril | Houston Rockets 123, Washington Bullets 115 | Houston  |
| 1 de mayo   | Washington Bullets 103, Houston Rockets 108 | Landover |
|             | Houston Rockets gana las series 4-2         |          |

### Finales de Conferencia
Philadelphia 76ers vs. Houston Rockets 
| Fecha      | Partido                                     | Ciudad     |
| ---------- | ------------------------------------------- | ---------- |
| 5 de mayo  | Philadelphia 76ers 128, Houston Rockets 117 | Filadelfia |
| 8 de mayo  | Philadelphia 76ers 106, Houston Rockets 97  | Filadelfia |
| 11 de mayo | Houston Rockets 118, Philadelphia 76ers 94  | Houston    |
| 13 de mayo | Houston Rockets 95, Philadelphia 76ers 107  | Houston    |
| 15 de mayo | Philadelphia 76ers 115, Houston Rockets 118 | Filadelfia |
| 17 de mayo | Houston Rockets 109, Philadelphia 76ers 112 | Houston    |
|            | Philadelphia 76ers gana las series 4-2      |            |

## Estadísticas
| Rk | Jugador          | Edad | P  | PT | MP   | TC  | TCI  | %TC  | TL  | TLI | %TL   | RO  | RD  | RT   | AS  | RB  | TAP | BP | FP  | PTS  |
| -- | ---------------- | ---- | -- | -- | ---- | --- | ---- | ---- | --- | --- | ----- | --- | --- | ---- | --- | --- | --- | -- | --- | ---- |
| 1  | Rudy Tomjanovich | 28   | 81 |    | 38.6 | 9.0 | 17.7 | .510 | 3.5 | 4.2 | .839  | 2.1 | 6.3 | 8.4  | 2.1 | 0.7 | 0.3 |    | 2.4 | 21.6 |
| 2  | Calvin Murphy    | 28   | 82 |    | 33.7 | 7.3 | 14.8 | .490 | 3.3 | 3.7 | .886  | 0.7 | 1.4 | 2.1  | 4.7 | 1.8 | 0.1 |    | 3.4 | 17.9 |
| 3  | Moses Malone     | 21   | 80 |    | 31.3 | 4.9 | 10.1 | .480 | 3.8 | 5.5 | .693  | 5.5 | 7.9 | 13.4 | 1.1 | 0.8 | 2.3 |    | 3.4 | 13.5 |
| 4  | John Lucas       | 23   | 82 |    | 30.9 | 4.7 | 9.9  | .477 | 1.6 | 2.1 | .789  | 0.7 | 2.0 | 2.7  | 5.6 | 1.5 | 0.2 |    | 2.1 | 11.1 |
| 5  | Mike Newlin      | 28   | 82 |    | 25.8 | 4.7 | 10.4 | .455 | 3.3 | 3.7 | .885  | 0.6 | 1.8 | 2.5  | 3.9 | 0.7 | 0.0 |    | 2.8 | 12.7 |
| 6  | Kevin Kunnert    | 25   | 81 |    | 25.3 | 4.1 | 8.5  | .486 | 1.1 | 1.6 | .738  | 2.6 | 5.7 | 8.3  | 1.9 | 0.4 | 1.3 |    | 4.5 | 9.4  |
| 7  | John Johnson     | 29   | 79 |    | 22.0 | 4.0 | 8.8  | .458 | 1.2 | 1.7 | .712  | 0.9 | 2.4 | 3.4  | 2.1 | 0.6 | 0.3 |    | 2.5 | 9.3  |
| 8  | Dwight Jones     | 24   | 74 |    | 16.7 | 2.3 | 4.6  | .494 | 1.4 | 1.7 | .802  | 1.3 | 2.5 | 3.8  | 0.6 | 0.5 | 0.3 |    | 2.4 | 5.9  |
| 9  | Ed Ratleff       | 26   | 37 |    | 14.4 | 1.9 | 4.4  | .435 | 0.7 | 1.1 | .619  | 0.6 | 1.4 | 2.1  | 1.2 | 0.5 | 0.2 |    | 1.2 | 4.5  |
| 10 | Tom Owens        | 27   | 46 |    | 10.0 | 1.5 | 2.9  | .504 | 1.1 | 1.7 | .684  | 1.0 | 2.1 | 3.1  | 0.4 | 0.1 | 0.3 |    | 2.1 | 4.1  |
| 11 | Goo Kennedy      | 27   | 32 |    | 8.7  | 1.0 | 1.8  | .534 | 0.1 | 0.3 | .375  | 0.4 | 1.2 | 1.6  | 0.2 | 0.2 | 0.2 |    | 1.4 | 2.0  |
| 12 | Rudy White       | 23   | 46 |    | 8.0  | 1.0 | 2.3  | .443 | 0.3 | 0.5 | .600  | 0.3 | 0.6 | 0.9  | 0.8 | 0.2 | 0.0 |    | 0.8 | 2.4  |
| 13 | Dave Wohl        | 27   | 14 |    | 4.4  | 0.5 | 1.2  | .412 | 0.3 | 0.3 | 1.000 | 0.1 | 0.3 | 0.4  | 1.1 | 0.0 | 0.0 |    | 1.3 | 1.3  |
| 14 | Phil Hicks       | 24   | 2  |    | 3.5  | 0.0 | 1.0  | .000 | 0.0 | 0.0 |       | 0.5 | 0.0 | 0.5  | 0.5 | 0.5 | 0.0 |    | 0.5 | 0.0  |

## Galardones y récords
| Jugador          | Galardón                            |
| John Lucas       | Mejor quinteto de rookies de la NBA |
| Tom Nissalke     | Entrenador del Año de la NBA        |
| Ray Patterson    | Ejecutivo del Año de la NBA         |
| Rudy Tomjanovich | All-Star                            |